# Mariano Borgatti
Mariano Borgatti (Bondeno, 21 maggio 1853 – Roma, 5 aprile 1933) è stato un militare italiano.

## Biografia
Mariano Borgatti nacque a Bondeno il 21 maggio 1853, morì a Roma il 5 aprile 1933. Dopo aver intrapreso la carriera scolastica militare, è assegnato al 2º Reggimento Genio con il grado di Tenente. Il suo interesse crescente per l'architettura militare ha il suo culmine quando, nel 1884 viene trasferito a Roma, alla direzione del Genio, con il grado di Capitano.

### Gli inizi
Nella capitale, dovendosi occupare dei lavori di adattamento di Castel S. Angelo - utilizzato da alcuni reparti del Genio - inizia ad interessarsi al monumento dal punto di vista archeologico ed artistico, caldeggiandone la destinazione a museo per salvaguardarne le sue ricchezze. Trasferito, prima a Firenze presso il 3º Reggimento Genio e, dopo tre anni, alla Scuola di Applicazione - dove per sette anni è titolare della cattedra di fortificazione permanente. Nominato Maggiore nel 1897 e trasferito al 3º Reggimento Genio nel 1898, fa ritorno a Roma in qualità di Comandante della Brigata Specialisti carica che ricopre per cinque anni, durante i quali riesce ad avviare il recupero della Mole Adriana, dedicandovi gli eruditi studi che gli valsero l'associazione onoraria a diverse Accademie. L'idea di Borgatti diviene finalmente realtà nel 1906, quando è inaugurato all'interno di Castel S. Angelo, completamente restaurato e per la prima volta aperto al pubblico il Museo dell'Ingegneria Militare Italiana.

### L'arrivo della Grande Guerra
Nel 1911, collocato in posizione ausiliaria è nominato Direttore del Museo del Genio Militare. Il nuovo incarico gli consente di dedicarsi ad una intensa stagione di studio, protratta fino al 1914. Al sopraggiungere della Grande Guerra, viene richiamato in servizio nel 1915 e posto a capo del Comando Territoriale del Genio di Verona con il grado di Maggior Generale. Al termine del 1917, chiamato all'Ispettorato Territoriale, è di nuovo a Roma.

### Gli studi e la morte
Collocato in congedo nel 1918, torna ad occuparsi intensamente del Museo. Gli anni successivi, dedicati alla ricerca e allo studio, sono scanditi dalla ideazione del Museo Storico dell'Arte Sanitaria, dal contributo alla creazione dell'Istituto di Architettura Militare e dalla pubblicazione, tra il 1928 e il 1931, della monumentale opera "Storia dell'Arma del Genio dalle origini al 1914". Promosso al grado di Generale di Corpo d'Armata nel 1927, Mariano Borgatti muore a ottanta anni il 5 aprile 1933 a Roma nella sua abitazione presso il Museo del Genio Militare.

## Tributi
A Bondeno gli è stata intitolata una via adiacente alla sua casa natale.